# Mompha pilipennella
Mompha pilipennella é uma espécie de mariposa do gênero Mompha pertencente à família Coleophoridae.